# Sif
Sif (tiếng Bắc Âu cổ: Sifjar) là vợ của thần Thor.

## Huyền sử
Nàng là nữ thần đại diện cho hạt giống và sự sinh sản.
Sif có một mái tóc dài vàng óng như những cách đồng mùa thu hoạch. Một lần, thần Loki đã lén đột nhập vào phòng của Sif và cắt trộm mái tóc vàng khi nàng đang ngủ. Thần Thor đã rất tức giận về hành động này, may thay, Loki đã nhờ được những nghệ nhân người lùn chế tạo ra một bộ tóc giả bằng vàng để đền bù cho mái tóc thật của nàng Sif. Nhưng cũng nhờ vụ phá phách này mà thần Thor được Loki đền bù cho cây búa thần Mjolnir – thứ binh khí mạnh mẽ nhất thế gian.
Then Sif went forward and poured out mead for Loki into a crystal cup and said:

Welcome now, Loki, and take the crystal cup

full of ancient mead,

you should admit, that of the children of the Æsir,

that I alone am blameless.

He took the horn and drank it down:

That indeed you would be, if you were so,

if you were shy and fierce towards men;

I alone know, as I think I do now,

your lover beside Thor,

and that was the wicked Loki.

## Liên kết

### Tư liệu
- MyNDIR (My Norse Digital Image Repository) Illustrations of Sif from manuscripts and early print books. Clicking on the thumbnail will give you the full image and information concerning it.